# Revolver Ocelot
Revolver Ocelot (リボルバー・オセロット Riborubā Oserotto?) är en återkommande rollfigur i Konamis spelserie Metal Gear. Genom hela serien tar han på en mängd olika roller: en hantlangare för Liquid Snake, Solidus Snakes högra hand, en rival och senare allierad till Big Boss och en stor nemesis till Solid Snake. Rollfiguren har tagits emot väl av datorspelspublikationer för sin roll som en central antagonist och har ofta, tack vare hans förbindelser med olika figurer, ansetts vara en av spelseriens viktigaste figurer.